# Graccho Cardoso
Graccho Cardoso là một đô thị thuộc bang Sergipe, Brasil. Đô thị này có diện tích 236,2 km², dân số năm 2007 là 5521 người, mật độ 23,37 người/km².